# Jagdstaffel 11

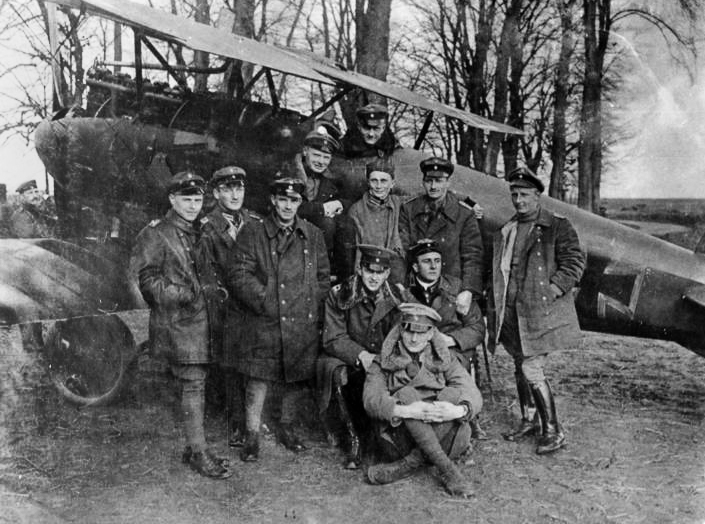
Piloci Jasta 11 na przełomie 1917 i 1918 roku.

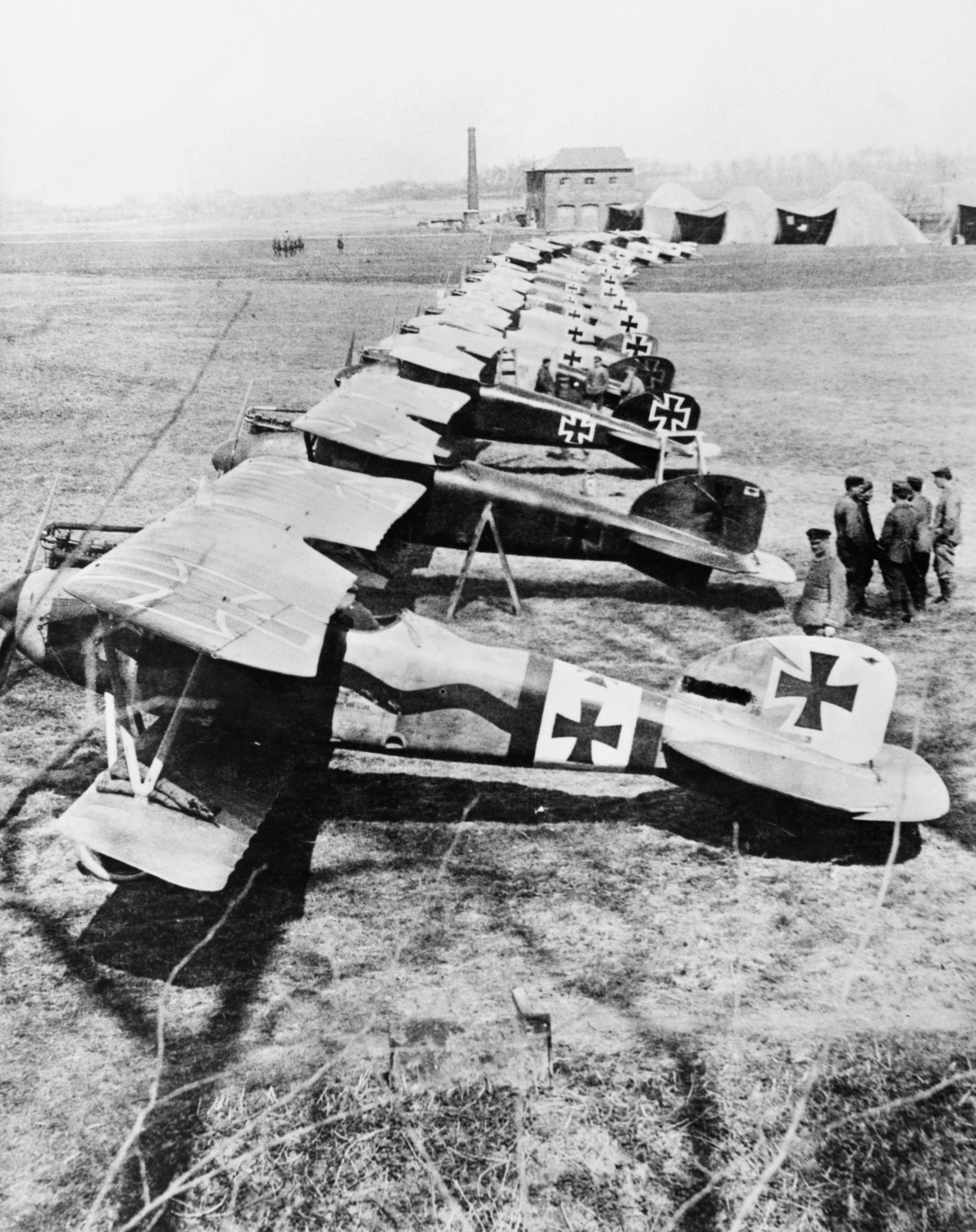
Samoloty Albatros D.III Jasta 11 w Douai, Francja

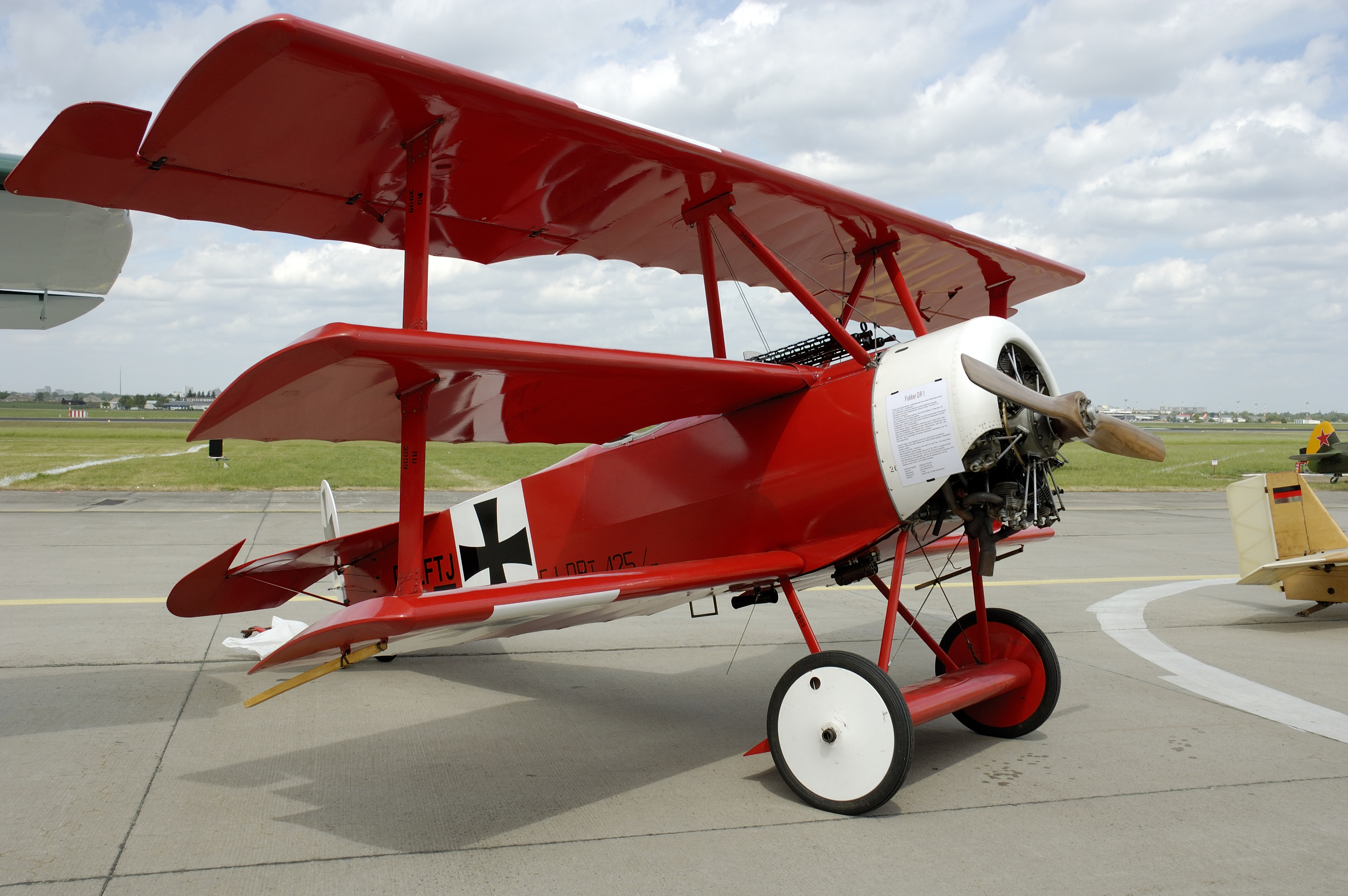
Fokker DR 1 Czerwonego Barona – rekonstrukcja

Jagdstaffel 11 – Königlich Preußische Jagdstaffel Nr. 11 – Jasta 11 jednostka lotnictwa niemieckiego Luftstreitkräfte z okresu I wojny światowej.

## Informacje ogólne
Jednostka została utworzona we wrześniu 1916 roku, jako kolejna eskadra reorganizującego się lotnictwa niemieckiego. Organizację eskadry powierzono porucznikowi Rudolfowi Lang. Po dwóch tygodniach 11 listopada 1916 roku jednostka wyposażona w samoloty Halberstadt D.II została wysłana na front na lotnisko polowe Brayelles koło Douai na okupowanej przez Niemcy ziemi francuskiej. W pierwszym okresie działalności, który można zamknąć datą przejęcia dowództwa przez barona Manfreda von Richthofena „Czerwonego Barona” (16 stycznia 1917 roku) eskadra niczym się nie wyróżniała.
Razem ze zmianą dowódcy, wtedy już jednego z najlepszych asów niemieckich z 16 zwycięstwami w Jasta 2 eskadra została wyposażona w różne modele samolotu Albatros D.III. W ciągu pierwszych czterech miesięcy 1917 roku Jasta 11 wysunęła się na pierwsze miejsce pod względem zwycięstw wśród wszystkich jednostek niemieckich. W kwietniu na łączną liczbę 298 samolotów nieprzyjaciela zestrzelonych przez lotników niemieckich, piloci Jasty 11 strącili 89 samolotów.
Z dniem 24 czerwca 1917 roku Jasta 11 została przydzielona do sformowanej większej jednostki taktycznej Jagdgeschwader 1 (JG I) składającego się czterech eskadr Jagdstaffel 4, Jagdstaffel 6, Jagdstaffel 10 i Jasta 11 pod centralnym dowództwem Manfreda von Richthofena znanym jako Latający Cyrk Richthofera.
Jasta 11 w całym okresie wojny została uznana za eskadrę z największą liczbą zwycięstw 350. W okresie od 1916 do listopada 1918 roku jej straty wynosiły 17 zabitych w walce, 2 zabitych w wypadkach, 19 rannych i 2 w niewoli.
Łącznie przez jej personel przeszło 26 asów myśliwskich:
Manfred von Richthofen (64), Lothar von Richthofen (40), Kurt Wolff (40), Karl Allmenröder (30), Karl Emil Schäfer (22), Wilhelm Reinhard (14), Erich von Wedel (13), Sebastian Festner (12), Willi Gabriel (11), Hans Wolff (10), Werner Steinhauser (9), Eberhard Mohnicke (8), Wolfram von Richthofen (8), Gisbert Wilhelm Groos (6), Erich Just (6), Friedrich Noltenius (6), Alfred Niederhoff (5), Hans-Georg von der Osten (5), Edgar Schlotz (5), Hans Weiss (5), Siegfried Gussmann (4), Otto Brauneck (3), Carl August von Schoenebeck (3), Ernst Udet (3), Hermann Göring (1), Richard Wenzl (1).

## Dowódcy Eskadry
| Stopień      | Nazwisko                    | Okres                   |
| ------------ | --------------------------- | ----------------------- |
| Porucznik    | Rudolf Lang                 | 11.10.1916 – 14.01.1917 |
| Podporucznik | Manfred von Richthofen      | 15.01.1917 – 01.05.1917 |
| Podporucznik | Lothar von Richthofen       | 01.05.1917 – 13.05.1917 |
| Podporucznik | Karl Allmenröder            | 13.05.1917 – 15.06.1917 |
| Porucznik    | Manfred von Richthofen      | 15.06.1917 – 26.06.1917 |
| Podporucznik | Karl Allmenröder            | 26.06.1917 – 27.06.1917 |
| Podporucznik | Kurt Wolff                  | 28.06.1917 – 11.07.1917 |
| Porucznik    | Wilhelm Reinhard            | 11.07.1917 – 04.09.1917 |
| Podporucznik | Gisbert Wilhelm Groos       | 04.09.1917 – 11.09.1917 |
| Porucznik    | Kurt Wolff                  | 11.09.1917 – 15.09.1917 |
| Podporucznik | Gisbert Wilhelm Groos       | 15.09.1917 – 25.09.1917 |
| Podporucznik | Lothar von Richthofen       | 25.09.1917 – 19.01.1918 |
| Podporucznik | Hans-Georg von der Osten    | 19.01.1918 – 16.02.1918 |
| Podporucznik | Lothar von Richthofen       | 16.02.1918 – 13.03.1918 |
| Podporucznik | Otto von Breiten-Landenberg | 13.03.1918 – 25.03.1918 |
| Podporucznik | Ernst Udet                  | 25.03.1918 – 08.04.1918 |
| Podporucznik | Hans Weiss                  | 08.04.1918 – 02.05.1918 |
| Podporucznik | Eberhard Mohnicke           | 02.05.1918 – 19.07.1918 |
| Podporucznik | Lothar von Richthofen       | 19.07.1918 – 26.07.1918 |
| Porucznik    | Erich von Wedel             | 26.07.1918 – 14.08.1918 |
| Podporucznik | Eberhardt Mohnicke          | 14.08.1918 – 26.08.1918 |
| Podporucznik | Wolfram von Richthofen      | 26.08.1918 – 30.08.1918 |
| Porucznik    | Erich von Wedel             | 31.08.1918 – 02.09.1918 |
| Podporucznik | Eberhardt Mohnicke          | 02.09.1918 – 04.09.1918 |
| Porucznik    | Erich von Wedel             | 04.09.1918 – 22.10.1918 |
| Podporucznik | Egon Koepsch                | 22.10.1918 – 04.11.1918 |
| Porucznik    | Erich von Wedel             | 04.11.1918 – 11.11.1918 |